# Dan Hicks
Dan Hicks (Pontiac, Michigan, 1951. július 19. – Kalifornia, 2020. június 30.) amerikai színész.

## Filmjei
Mozifilmek
- Evil Dead – Gonosz halott 2. (Evil Dead II) (1987)
- Mániákus zsaru (Maniac Cop) (1988)
- Intruder (1989)
- Easy Wheels (1989)
- Darkman (1990)
- A likvidátor (The Demolitionist) (1995)
- Halálosztó (Wishmaster) (1997)
- Pókember 2. (Spider-Man 2) (2004)
- Make Love! The Bruce Campbell Way (2005, hang)
- 2001 Maniacs (2005)
- A nevem Bruce (My Name Is Bruce) (2007)
- Alternate Endings (2008)
- Porkchop (2010)
- Dead Season (2012)
- Porkchop 3D (2012)
- Óz, a hatalmas (Oz the Great and Powerful) (2013)
- Elder Island (2016)
- Dick Johnson & Tommygun vs. The Cannibal Cop: Based on a True Story (2018, associate producer is)

Rövidfilmek
- Beat the Street (2007)
- The Pardoner's Tale (2008)
- The Lutheran (2008)
- Tag (2008)
- Needle Hands (2009)
- Fort Apache (2013)
- See U Soon (2013)
- F.O.S. (2014)
- RvA (2015)
- Shelfie (2016)

Tv-sorozatok
- Ultraman: The Ultimate Hero (1993, egy epizódban)
- Paranormal, Burbank (2010, két epizódban)
- Morbid Minutes (2011, egy epizódban)
- Ape$#!t (2013, egy epizódban)